# Drottning Margareta
Margareta Valdemarsdotter, född i mars 1353, död den 28 oktober 1412 i pesten, var regerande drottning av Danmark och Norge 1387–1412 och av Sverige 1389–1412. Eftersom Finland var en del av Sverige och Island, Färöarna och Grönland var delar av Norge så regerade hon över hela Norden. Hon var dotter till Valdemar Atterdag och Helvig av Slesvig, och gift med den svensk-norske kungen Håkan Magnusson. Hon var motståndare och motregent till kung Albrekt. Hon räknas sedan 1972 som Margrete I av Danmark.

## Biografi

### Unga år
Margareta Valdemarsdotter föddes våren 1353 på Søborg på norra Själland som dotter till kung Valdemar Atterdag och hans hustru drottning Helvig av Slesvig. Hennes äldre syster Ingeborg Valdermarsdotter var gift med hertig Henrik Bödeln av Mecklenburg och hertiginna av Mecklenburg-Schwerin.
I januari 1359 trolovades en knappt sexårig Margareta med den norske kungen Håkan Magnusson, som 1362 blev kung i Sverige och samtidigt medregent med sin far kung Magnus Eriksson av Sverige. Vigseln ägde rum den 9 april 1363 på Köpenhamns slott. Margareta stannade dock kvar i Danmark till 1366, då hon hämtades till Norge, där hon uppfostrades strängt av fru Märta Ulfsdotter, en dotter till den heliga Birgitta. Redan tidigt visade hon djup insikt som rådgivare till sin 14 år äldre make, även beträffande statsangelägenheter. I början av december 1370 födde Margareta sitt enda barn, Olof, som i maj 1376 valdes till kung i Danmark efter sin morfar, Valdemar Atterdag som dött i oktober 1375. Därmed förbigicks hennes äldre syster Ingeborgs son hertig Albrekt (kusin till Albrekt av Mecklenburg), åt vilken Valdemar 1371 lovat tronföljden. Detta val genomdrevs huvudsakligen av Margareta, som vunnit statens ledande män och biskoparnas förtroende inför hennes minderårige son vars förmyndare hon blev.

### Maktutvidgning
I maj 1380 dog kung Håkan. Den blott tioårige Olof ärvde då utan motstånd kungamakten i Norge varmed Margareta ensam fick styra riket i Olofs namn. Hon gjorde detta med sådan skicklighet och kraft, att hon sedan Olof påstods ha dött 3 augusti 1387, utan hänsyn till mecklenburgarnas arvsrätt till Danmark, och trots att  kung Valdemar Birgersson och Sofia Eriksdotter av Danmarks sonsons son, Erik Valdemarsson d.y., som var den siste av Bjälboätten fortfarande då levde, utsågs Margareta till regent. Margareta valdes 1388 till Danmarks och i februari även Norges "fru och husbonde och fullmäktige förmyndare", tills hon och folken enades om att utse en ny regent. Hon hade dessförinnan fått hansestäderna att 1385 återlämna de slott i Skåne, som de innehaft alltsedan 1370. Hon hade också lyckats erhålla trohetsed 1386 av den holsteinske greven Gerhard som hertig av Schleswig, varmed hon tryggade sig mot fientligheter i ryggen under sina framtida strävanden gentemot Sverige.
Margareta, som redan 1375 antagit titeln drottning av Danmark, som kung Valdemars dotter, samt drottning av Sverige, som Håkans gemål och därigenom den kungliga Bjälboättens arvinge, och vilken 1385 låtit Olof kalla sig arvinge till Sverige, knöt i mars 1388 förbindelse med de missnöjda svenska stormännen, som på Dalaborgs fästning lovade anta henne som regent i Sverige, med utvidgad makt och myndighet, om hon befriade dem från kung Albrekts och hans tyskars regemente och därigenom räddade riket från den laglöshet, som länge varit rådande. Sägnen har mycket att förtälja om hur kung Albrekt sökte håna Margareta genom att bland annat kalla henne "konung byxlös", och "munkedejan" samt skicka henne ett bryne att vässa sina nålar på, men i själva verket känner man till endast mycket litet om enskildheterna i striden och kan inte avgöra, om svenskar eller danskar utgjorde huvuddelen av hennes här.

### Nordens drottning
Den 24 februari 1389 vann Margareta en avgörande seger i slaget vid Åsle, i Åsle socken, nära Falköping. Albrekt och hans son togs till fånga, och Margareta lyckades slutligen genom hansestädernas medling och förlikningen på Lindholmen 1395 mot Albrekts frigivande komma i besittning av Stockholm 1398, vilket i flera år hållits besatt av tyska "hättebröder", understödda av de beryktade vitaliebröderna.
Då Margareta var utan arvingar blev det åter aktuellt att ta systern Ingeborgs familj i beaktande för att ärva en kungakrona. Ingeborgs dotterson, som fick byta namn från Bogislav till Erik av Pommern, kom 1389 till Danmark. Han valdes till kung i alla rikena (i Norge 1389, i Danmark och Sverige 1396) samt kröntes i Kalmar 17 juni 1397, varefter en unionsakt, daterad till 20 juli 1397 (Margaretas namnsdag), uppsattes (se Kalmarunionen).

### Margaretas politik
De stormän som i praktiken hade styrt Sverige kväste Margareta genom att på Nyköpings recess 1396 tvinga dem att gå med på att lämna tillbaka alla kronogods som de hade lagt under sig under Albrekts styre, och riva de befästningar som de hade byggt under denna laglösa period. Kronans vinst genom denna reduktion, det vill säga indragning av kronogods, uppgick enbart inom Uppland  till 1 200 gårdar.
Den nordiska enhetsstaten blev det största riket i Europa på den tiden. Det dåvarande Tyskland var endast hälften så stort; Frankrike och England var ännu mindre. Men i rikets storlek låg också dess svaghet. Den enda kraften som höll ihop det var härskarens person. Endast där han eller hon befann sig för tillfället kunde regeringsmakten utövas med tillräcklig styrka, bara där kunde problem åtgärdas och fogdarnas förvaltning övervakas. Då ett ambulatoriskt regeringssätt var praktiskt omöjligt hade härskaren därför inget annat val än att försöka hitta den bästa fasta punkten för utövande av regeringsmakt. Valet föll på Danmark, som på den tiden det rikaste av de skandinaviska länderna. Så blev målet för Margaretas statskonst att skapa en stark konungamakt, stödd på Danmark.
Margareta tillsatte danskar och tyskar som fogdar och befälhavare på de viktigaste svenska slotten, men inga svenskar fick någonsin liknande prestigefyllda och eftertraktade positioner i Danmark. Endast i de mest avlägsna svenska landskapen och inom de minst betydelsefulla och minst inkomstbringande områdena var infödda läntagare i majoritet. Upprepade gånger avtvingade svenskarna henne löften att lämna rikets slott uteslutande åt infödda svenska män, men dessa löften förblev just löften. Hon ändrade inte grunderna för sitt styre. Även när det kom till biskopsposterna gav hon gärna danskarna företräde.
Vad Margareta ville skapa var inte så mycket ett skandinaviskt rike som ett Stordanmark. Det svenska missnöjet med Danmarks dominans inom unionen blev dock inte så påtagligt, åtminstone inte så länge Margareta levde. Under hennes tid kände Sveriges allmoge mest de positiva effekterna av att hon höll de mäktiga männen i landet under kontroll.
Drottning Margareta skapade även en motvikt mot herrarnas missnöje genom att stärka sitt förhållande till kyrkan. Det var en central del av hennes politik. Hennes generositet gentemot kyrkor och kloster var stor. Hon gav dem frikostigt en betydande del av det gods hon hade tagit ifrån adeln.
Hon styrde de tre rikena till sin död, även om hon också efter hand lämnade den unge kungen allt större andel i makten. Sedan Gerhard VI stupat under ett fälttåg mot Dithmarschen 1404, försökte Margareta återfå Schleswig och på det sättet återvinna det hon tidigare varit tvungen släppa för att kunna uppnå andra syften. Hon inlöste också Gotland 1408, som kommit under Tyska ordens kontroll 1398. 

### Död och begravning
Margaretas strävanden i Schleswig ledde 1410 till krig, och medan drottningen var i Flensburg för förhandlingar avled hon i pesten på sitt skepp i stadens hamn den 28 oktober 1412, innan hon ännu nått sitt sista stora mål. Hon begravdes först i Sorø. Men 1413 fördes hennes kropp till Roskilde domkyrka, där en praktfull begravning ägde rum. År 1423 restes ett storartat gravmonument, en liggande alabasterstaty som pryder hennes kista och som troligen utfördes av den nordtyske skulptören Johannes Junge.

## Barn
Med kung Håkan:
1. Olof Håkansson, född i december 1370, död 3 augusti 1387, kung av Danmark från 1376, kung av Norge från 1380

Adoptivbarn:
1. Erik av Pommern, namnbyte från Bogislav, hennes systerdotterson, tronföljare och efterträdare
2. Katarina av Pommern, den förres syster

## Margareta för eftervärlden
Eftervärldens omdömen om Margareta och hennes nordiska enhetstanke har varit mycket olika under skilda tider. Erik Gustaf Geijer uppfattade de tre ländernas sammanslutning endast som "en händelse, som såg ut som en tanke". Kristian Erslev ansåg att Margaretas huvudsyfte var rent dynastiskt, nämligen att grundlägga en stark konungamakt och skaffa Danmark herraväldet över de bägge andra länderna. Andra är benägna att tolka det som att Margareta eftersträvat ett högre mål: bana väg för folkens sammansmältning och därigenom frigöra Norden från tyskt - framför allt hanseatiskt - inflytande. På de bägge rikenas bekostnad gynnade hon sitt eget fädernesland Danmark och sökte närmast bygga enheten på dess dominerande ställning. Hon använde företrädesvis danska – eller tyskfödda – adelsmän till sina biträden som länsmän och fogdar i Sverige. Men det står klart att ingen oenighet visade sig så länge hon styrde, och att det i alla tre rikena härskade en tidigare okänd landsfred.
För att stärka konungadömets politiska myndighet och i synnerhet dess ekonomiska oavhängighet arbetade hon kraftigt och ihärdigt på att försvaga aristokratins stora makt, genom egendomsköp och byten samt genom att tvinga adelsmännen återlämna de under Valdemars och Albrekts ofredstider erhållna krono- och skattegodsen (i Sverige genom reduktionsbeslutet 1396). Då aristokratins makt var störst i Sverige, framträdde också där hennes strävan i denna riktning tydligast. Däremot var hon mycket frikostig med sina gåvor till biskopar, kyrkor och kloster. Särskilt gynnade hon Birgittinorden: hon var mycket verksam för Birgittas kanonisering 1391 och lät 1403 inskriva sig i Vadstenanunnornas brödraskap, där hennes fostersyster, Ingegärd, länge varit abbedissa. Det finns inte något skäl att tvivla på Margaretas uppriktiga fromhet, och de senare legendariska beskyllningarna mot henne för osedlig vandel är säkerligen förtal. Att hon 1402 lät bränna den tyske bedragare på bål, som sade sig vara hennes avlidne son, överensstämde fullständigt med tidens tänkesätt och bruk.
I sitt uppträdande var Margareta vänlig och intagande, medan däremot hennes handlingssätt ofta var myndigt och strängt. Hon var alltid sansad och genomtänkt, aldrig överilad i sina handlingar. Smidigt förstod hon falla undan för opposition och anpassa sig efter förhållandena, men fortsatte att verka för sina egna planer på längre sikt. Hennes överlägsna klokhet beundrades till och med av hennes motståndare, men betecknades både i svenska och tyska krönikor som slughet. Historiker som Kjell Kumlien och mer nyligen Erik Petersson har skildrat Margareta mycket positivt, varav den senare anger att republikanen Vilhelm Moberg ansåg att hon var Nordens största monark.

## Margaretas klänning
I Uppsala domkyrkas skattkammare förvaras som främsta dyrbarhet en gyllenduksklänning, som länge har ansetts ha tillhört Margareta och från Roskildes domkyrka 1659 fördes till Sverige av drottning Hedvig Eleonora. Klänningens vävnad är utförd med guldtråd och djupviolett purpurfärgat silke. Det diskret framträdande mönstret visar palmetter av granatäpplen och rosor. Sådana dräkter från slutet av 1300-talet finns avbildade men inte bevarade i original. Flera svenska och danska källor från 1600-talet omtalar den som Margaretas, men någon dansk medeltidshandling om den och dess förekomst i Roskildes domkyrka är inte känd. Den av tiden betydligt skadade klänningen (hela stycken är bortfallna) konserverades omkring sekelskiftet 1900 (genom underlag av silkesgas) av Agnes Branting, som beskrivit sina undersökningar av den i Ord och bild (1907) samt i praktverket Das goldene Gewand der Königin Margareta in der Domkirche zu Upsala (1912).
Nya teorier som bland annat stödjer sig på en kol-14-datering som utfördes på Svedberg-laboratoriet i Uppsala visar att klänningen knappast kan vara Margareta I:s bröllopsklänning då dateringen låg mellan 1403 och 1439. Flera andra kandidater har föreslagits som ägare till klänningen, bland andra drottning Filippa (gift med Erik av Pommern) eller drottning Dorotea.
Agnes Geijer, Anne Marie Franzén och Margareta Nockert har skrivit om klänningen i boken Drottning Margaretes Gyllene kjortel i Uppsala domkyrka (1994).

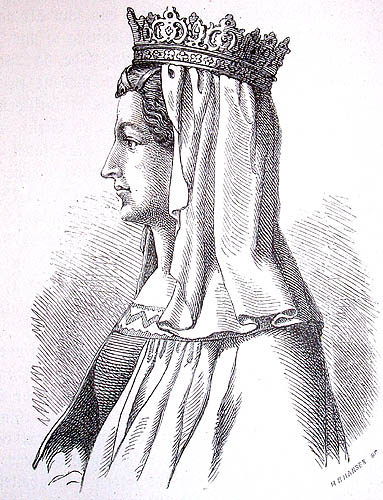
En gravyr av Drottning Margareta av Hans Peter Hansen, baserad på hennes gravmonument
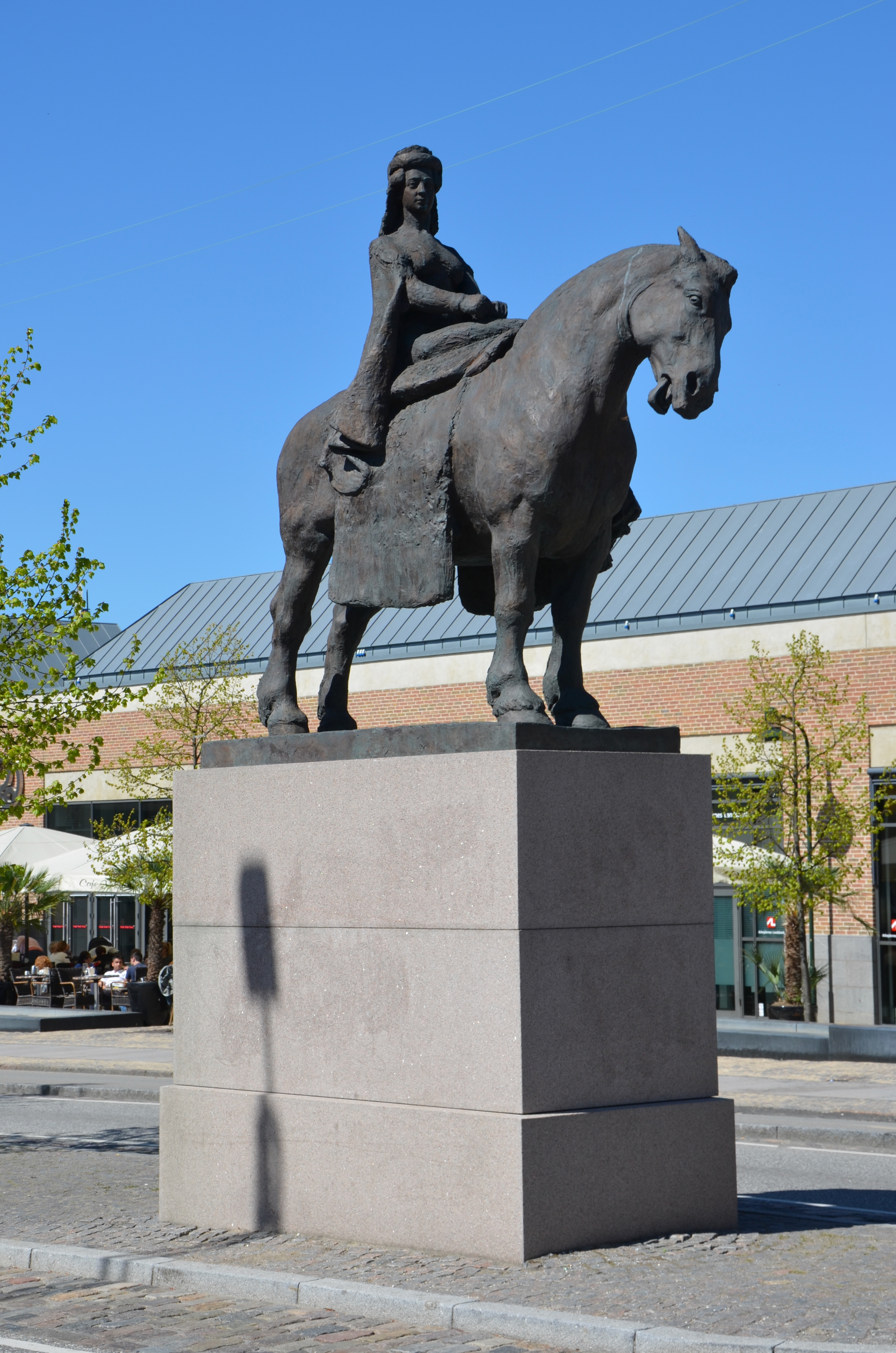
Drottning Margareta till häst, staty i Roskilde av Anne Marie Carl-Nielsen
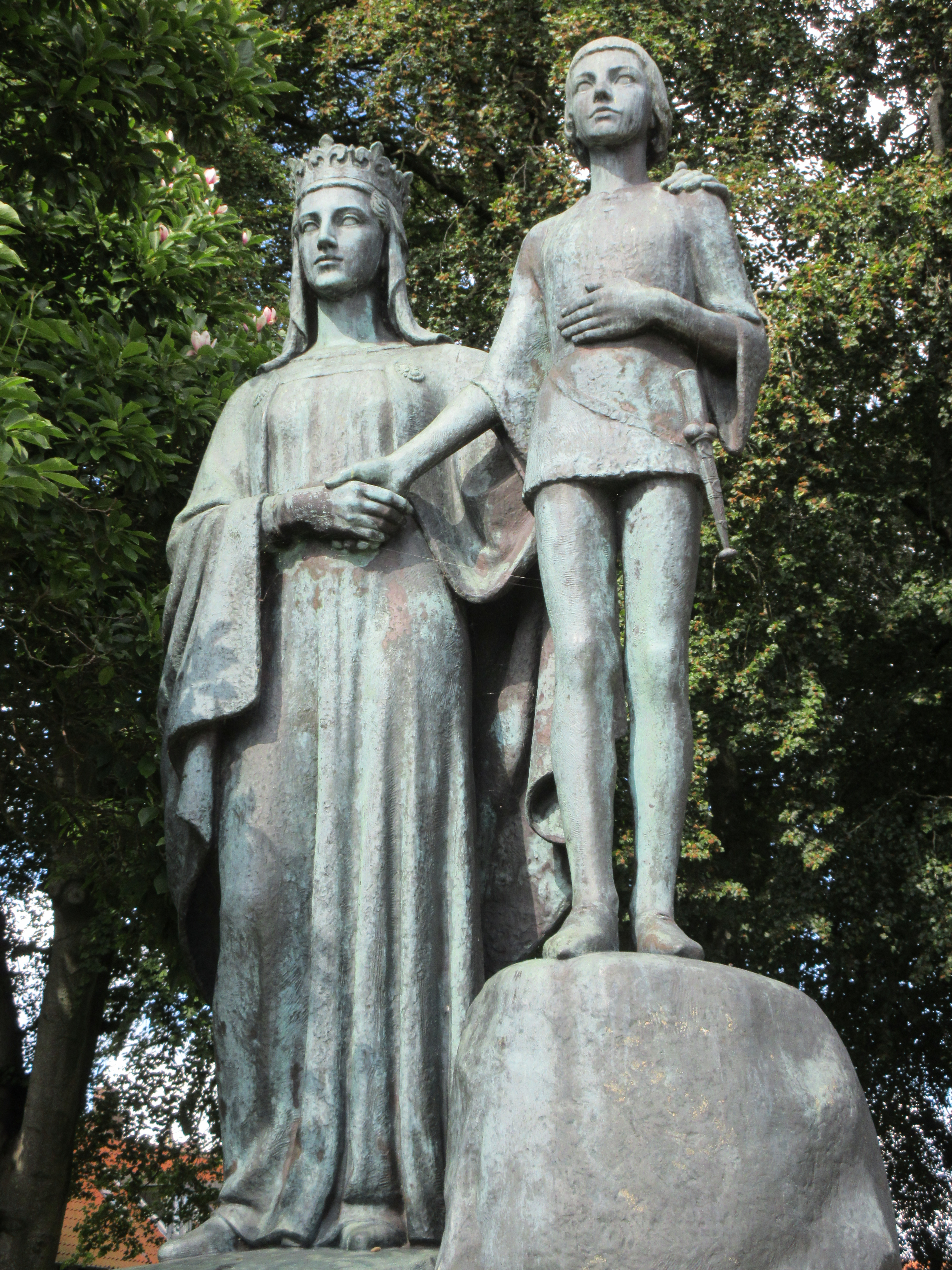
Margareta och adoptivsonen Erik avbildade med en staty av Axel Poulsen i Viborg, Danmark
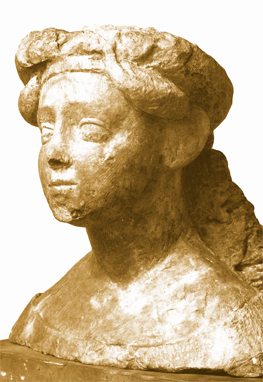
Samtida byst

## Anmärkning
1. ↑  Margareta titulerades som regent rikets "fullmäktiga fru och rätta husbonde".[1] I allt utom titeln har denna änkedrottning när hon blev regent uppträtt som en kung.[1]